# Adis
Adis (franska: Adis (CR), Adis (Commune Rurale), arabiska: أتليت) är en kommun i Marocko.   Den ligger i provinsen Tata och regionen Souss-Massa, i den centrala delen av landet, 500 km söder om huvudstaden Rabat. Antalet invånare är 5 916.